# 古希腊罗马神话

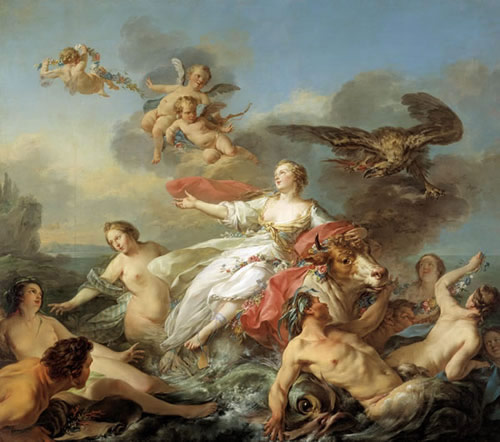
《欧罗巴的绑架》，1750年。法国画家让·巴蒂斯特·玛丽·皮埃尔的作品，現藏於达拉斯艺术博物馆。

古希腊罗马神话源自古希腊和古罗马，西方文化由此神話演变而成，这些神话随着时代的发展会产生细微的改变，以符合社会背景和文化潮流。与哲学和政治思想史一样，古代神话源于古典时代，是西方文化中不可或缺的一部分。 希腊语“mythos”原意为话语或演说，亦可指神话、故事和传说。
古希腊罗马神话是西方许多古典美术、音乐、以及文学作品的奠基石，包括诗歌、戏剧、油画、雕塑、歌剧和芭蕾，同时，它也是流行文化的灵感来源，比如好莱坞电影、电视连续剧、漫画和电子游戏。科学界的命名很多也来自于古典神话，尤其是在天文学、化学、生物学、弗洛伊德的精神分析学、以及荣格的原型心理学等领域。
在中世纪与文艺复兴阶段，拉丁语仍是欧洲国家的必修课之一，因此绝大多数神话中的人物姓名都为拉丁语。19世纪，希腊语开始复兴，所以越来越多的姓名以希腊语形式出现在这些神话裡。 “宙斯”和“朱庇特”皆作为众神之首的名字出现。

## 西方古典神话
西方古典神话指的是源于古希腊和古罗马神话传说的故事。这些神话始于口耳相传，诗人赫西俄德（Hesiod，约公元前8世纪－7世纪）和荷马的作品流传于后世，后来的神话传说多为西方神话的研究学者和收集者整理而成。 现在西方文化中的神话传说多为该传说的希腊语版本和拉丁语版本的综摄。
希腊神话多与古希腊宗教有关，绝大部分是希腊神祇及其他神话人物的故事。希腊神话的主要来源包括《荷马史诗》，即《伊利亚特》和《奥德赛》的统称，以及埃斯库罗斯、索福克勒斯和欧里庇得斯的悲剧作品。这些作品以多种形式流传，包括古希腊陶器上的图饰。通过这些表现形式，作品不再仅为宗教服务，而是有了娱乐（《蛙（The Frogs）》）或探索社会问题（《安提戈涅》）的作用。
罗马神话是有关古罗马的建立、宗教、道德榜样的神话传说，在这些传说中，人类起主要作用，神有时插手。罗马神话与罗马史学有着紧密的联系，李维的《罗马史》中体现了这一点。 罗马神话中最有名的一篇大概是罗慕路斯与雷穆斯的故事，里面兄弟相残的情节可以看做是对罗马共和国长期的政治分裂的映射。
在古罗马的希腊化时代，许多古罗马文学作品中都出现了希腊神灵，还出现了模仿希腊神话编写自己的神话的情况。比如说，希腊神灵阿瑞斯和意大利神灵玛尔斯均为战争之神，但两者的社会和宗教背景相去甚远，可是，古罗马的文学作品把这两者融合到了一起。对后世西方文学影响最大的古希腊罗马神话是古罗马诗人奥维德的作品《变形记》。
古希腊罗马神话的很多内容为多个传说融合而成，到了16世纪文艺复兴时期，古希腊和古罗马神话传说的分界线已经很模糊了。20世纪以来，我们看到的神话传说，相较古希腊和拉丁文学中的版本，已经有了很大的演变。

## 相關

### 主题
- 国家的崛起（Chariot clock）
- 古代传统
- 古典學
- 古希腊罗马的世界
- 西方艺术与文学中的古希腊传说来源
- 古典神话中的同性恋主题
- 以古希腊罗马神话传说为原型的电影
- 以古希腊戏剧为原型的电影
- 罗马问题
- 纳塔莱·孔蒂（Natale Conti）——文艺复兴时期的神话学者
- 原始印欧宗教
- 梵蒂冈神话学者

### 古希腊罗马神话的主题分类
- 流行文化中的古希腊罗马神话元素
- 艺术与文化中的古希腊传统
- 漫威漫画中的古希腊罗马神话元素
- DC漫画中的古希腊罗马神话元素
- 神话题材电子游戏
- 以古希腊罗马神话为题材的歌剧

### 神话中的人物
- 流行文化中的阿瑞斯
- 当代音乐中的伊卡洛斯形象
- 流行文化中的普罗米修斯